# Throwing Copper
Throwing Copper è il secondo album in studio del gruppo musicale alternative rock statunitense Live, pubblicato nel 1994.
L'album ha venduto 6 milioni di copie negli Stati Uniti.

## Tracce
1. The Dam at Otter Creek – 4:43
2. Selling the Drama – 3:26
3. I Alone – 3:50
4. Iris – 3:59
5. Lightning Crashes – 5:25
6. Top – 2:42
7. All Over You – 3:59
8. Shit Towne – 3:48
9. T.B.D. – 4:28
10. Stage – 3:08
11. Waitress – 2:49
12. Pillar of Davidson – 6:46
13. White, Discussion – 6:08
14. Horse – 4:16

## Copertina
La copertina è opera dell'artista scozzese Peter Howson e si intitola Sisters of Mercy.

## Formazione
- Ed Kowalczyk – voce, chitarra
- Chad Taylor – chitarra, cori
- Patrick Dahlheimer – basso
- Chad Gracey – batteria, percussioni, cori

## Classifiche
| Classifica        | Pozione raggiunta |
| ----------------- | ----------------- |
| Stati Uniti       | 1                 |
| Regno Unito       | 37                |
| Australia         | 1                 |
| Austria           | 11                |
| Canada            | 1                 |
| Paesi Bassi       | 5                 |
| Belgio (Fiandre)  | 8                 |
| Belgio (Vallonia) | 38                |
| Svezia            | 11                |
| Norvegia          | 24                |
| Nuova Zelanda     | 1                 |
| Germania          | 28                |